# PowerBook (FireWire)
Le PowerBook (FireWire), ou Pismo est une évolution des PowerBook G3 Bronze, ou Lombard. Le boîtier reste le même que celui de son prédécesseur mais l'intérieur a subi de nombreuses évolutions. Les fréquences disponibles passent de 333 et 400 MHz à 400 et 500 MHz, le bus système passant de 66 à 100 MHz. La carte vidéo, une ATI Rage Mobility 128 sur port AGP 2x, est bien plus puissante (Apple l'annonce deux à trois fois plus puissante que celle des précédents PowerBook). Ce sont les premiers PowerBook à abandonner le port SCSI au profit de deux ports FireWire et à être compatible avec AirPort. Une évolution mineure en septembre 2000 fait passer les disques dur de 6, 12 et 18 Go à respectivement 10, 20 et 30 Go. Tous les modèles étaient désormais dotés de lecteur DVD-ROM.
Ce sera la dernière génération de PowerBook G3 avant l'apparition des PowerBook G4.

## Caractéristiques
- processeur : PowerPC 750 cadencé à 400 ou 500 MHz
- adressage 32 bit
- bus système 64 bit à 100 MHz
- mémoire cache de niveau 1 : 64 Kio
- mémoire cache de niveau 2 : 1 Mio, cadencée respectivement à 160 et 200 MHz
- mémoire morte : 1 Mio pour le démarrage, les autres instructions sont chargées en mémoire vive
- mémoire vive : 64 ou 128 Mio, extensible à 1 Gio, 2 emplacements de 512 Mio
- carte vidéo ATI Rage Mobility 128 (AGP 2x) avec 8 Mio de mémoire vidéo
- écran LCD 14,1" XGA à matrice active
- résolution supportées :
  - 1 024 × 768 (résolution native)
  - 800 × 600
  - 640 × 480
- disque dur Ultra ATA/66 de 6, 12 ou 18 Go (avant septembre 2000) ou de 10, 20 ou 30 Go (après septembre 2000)
- lecteur DVD-ROM 6x (lit aussi les CD-ROM en 24x)
- modem 56 kb/s V90
- slots d'extension :
  - 2 connecteurs mémoire de type SDRAM PC100 SO-DIMM (3,3 V, unbuffered, 64 bit, 144 broches, 100 MHz)
  - 1 slot PC Card Type I ou Type II (supporte aussi les CardBus)
  - emplacement pour carte AirPort 11 Mb/s (norme IEEE 802.11 DSSS)
  - 1 baie d'extension pour un lecteur supplémentaire
- connectique :
  - 2 ports FireWire 400 Mb/s
  - 2 ports USB 12 Mb/s
  - port Ethernet 10/100BASE-T
  - port infrarouge (norme IrDA 4 Mb/s)
  - sortie son : stéréo 16 bit
  - entrée son : stéréo 16 bit
  - sortie vidéo VGA 24 bit
  - sortie S-Video
- microphone omnidirectionnel intégré
- haut-parleur stéréo
- batterie Lithium Ion 50 Wh lui assurant environ 5 heures d'autonomie (10 h avec deux batteries)
- dimensions : 26,4 × 32,3 × 4,3 cm
- poids : 2,6 à 2,8 kg selon la configuration
- systèmes supportés : de Mac OS 9.0.2 à 10.4